# Wangslijmvlies
Het wangslijmvlies is een onderdeel van de mond en is een epitheellaag.
Cellen van het wangslijmvlies worden gebruikt bij forensisch onderzoek, waarbij de cellen de bron vormen voor het DNA-onderzoek. Ditzelfde gebeurt ook bij een vaderschapsonderzoek.
Cellen van het wangslijmvlies worden veelal gebruikt bij praktische biologielessen en dat gaat zo:
Met de nagel of met een wattenstaafje worden cellen van de binnenkant van de wang geschraapt. Het schraapsel wordt op een objectglaasje gestreken. Hier wordt een druppel eosine of een jodium-oplossing of methyleenblauw bijgevoegd en het preparaat wordt afgedekt met een dekglas. Het preparaat wordt bekeken onder een microscoop. Omdat deze cellen relatief makkelijk los van elkaar raken, kan een individuele cel goed bestudeerd worden. Voor het bestuderen van een cellenverband moet een ander preparaat worden gemaakt. 